# Myrmechixenus
Myrmechixenus (лат.) — род жуков-чернотелок из подсемейства Diaperinae.

## Распространение
Распространены всесветно (кроме Неотропики и Новой Зеландии), в том числе в Европе. Вид Myrmechixenus vaporariorum интродуцирован в Австралию.

## Описание
Мелкие коричневого цвета жуки, длина тела от 1,3 до 2,0 мм. Усики 11-члениковые, булава состоит из 4 сегментов. Нижнечелюстные щупики 4-члениковые, нижнегубные щупики состоят из 3 сегментов. Переднегрудь поперечная, суженная у основания; надкрылья с неровно пунктирной поверхностью, без следов бороздок или иногда с признаками шва и частично обнажающими пигидий; лапки из четырех члеников (формула лапок 4-4-4).
Встречаются в синантропных условиях, в загнивающих материалах растительного происхождения, в компостных кучах, на конюшнях, в соломе и сене; в трутовиках и под корой. Мирмекофильный вид Myrmechixenus subterraneus встречается в муравейниках различных видов муравьёв, главным образом, у Formica pratensis Retzius, Formica rufa L. и Formica exsecta Nylander.
Два других широко распространённых вида живут в гнилых растительные остатках, в навозе крупного рогатого скота (буйволов, зебр и так далее), а также слонов, иногда также присутствуют в хранящихся пищевых продуктах.

## Классификация
Группа имеет сложную таксономическую историю. В составе трибы 3 вида и один род, который разные авторы на протяжении двух веков включали в разные семейства. В 1835 году французский энтомолог Огюст Шеврола впервые описывая новый род и его типовой вид включил его в состав семейства Silvanidae, хотя и выражал определённые сомнения. В 1858 году Jacquelin du Val (1858) создал трибу Myrmechixenini для одного рода Myrmechixenus и поместил её в Endomychidae, отделяя от семейства Mycetophagidae и Latridiidae, куда его ранее включали. В 1955 году Рой Кроусон (Crowson, 1955) помещает род в семейство Colydiidae. В 1983 году Николай Борисович Никитский (Nikitsky, 1983) изучая морфологию личинки Myrmechixenus subterraneus и разных личиночных признаков, а также наряду с другими признаками внешней морфологии имаго, пришёл к новому выводу и перенёс таксон Myrmechixenini из Colydiidae в семейство чернотелок Tenebrionidae. Этого положения придерживаются все последующие авторы, включая обзоры Лоуренса и Ньютона (Lawrence & Newton, 1995) и Бушара с соавторами (Bouchard et al., 2011), которые размещают монотипическую трибу Myrmechixenini Jacquelin DuVal, 1858 в подсемействе Diaperinae (Tenebrionidae). Иногда её выделяют даже в отдельное подсемейство Myrmechixeninae.
- Myrmechixenus picinus  (Aubé, 1850)[12]
  - =Myrmechixenus calvus Reitter, 1877 (Сулавеси)
- Myrmechixenus subterraneus  Chevrolat, 1835typus[13][14] (Европа)
- Myrmechixenus vaporariorum Guérin-Ménéville, 1843[15]
  - =Myrmechixenus lathridioides  Crotch, 1873[16] (Северная Америка)

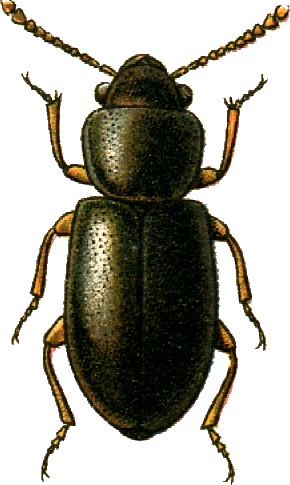
Myrmecoxenus picinus
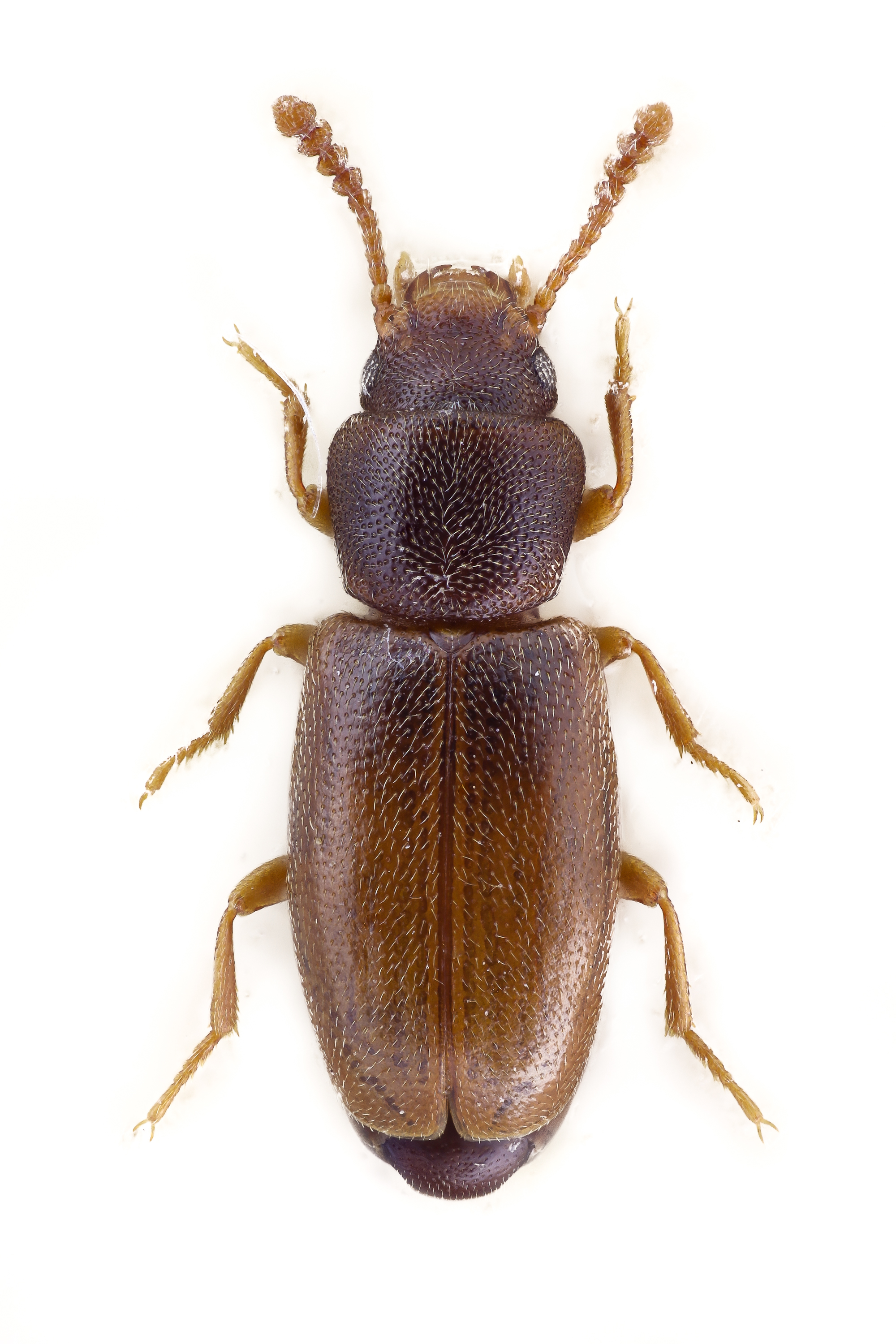
Myrmecoxenus vaporariorum